# High Speed Alliance
 (mars 2025).
Si vous disposez d'ouvrages ou d'articles de référence ou si vous connaissez des sites web de qualité traitant du thème abordé ici, merci de compléter l'article en donnant les références utiles à sa vérifiabilité et en les liant à la section « Notes et références ».
Pour les articles homonymes, voir HSA.
High Speed Alliance B.V. (sigle : HSA) était l'exploitant des trains qui parcourent les lignes à grande vitesse LGV 4 (Belgique) et HSL-Zuid (Pays-Bas) à partir de 2009-2010. À cet effet, HSA avait obtenu pour la HSL-Zuid une concession pour une durée de 15 ans, du 1er juillet 2009 au 1er juillet 2024. Toutefois, à partir du 1er janvier 2015 cette concession a été absorbée dans la concession pour l'exploitation du réseau ferré principal néerlandais, attribuée aux Chemins de fer néerlandais (NS). La société HSA a été liquidée et ses droits et devoirs concernant l'exploitation de cette ligne ferroviaire ont été transférés aux NS.
HSA était une coentreprise des NS (90 %) et de KLM, l'opérateur aérien néerlandais (10 %). Au sein des NS, HSA était une filiale de NS Hispeed. Dans ce cadre, la collaboration néerlandaise au sein de Thalys y fut transférée.
Les trains de HSA devaient initialement circuler sous la marque commerciale Fyra.

## Service des trains

### Fyra
Fyra était la marque commerciale sous laquelle HSA exploitait ses trains, principalement aux Pays-Bas.

### Horaires
Le développement du service était lié au phasage d'ouverture de la HSL-Zuid. Une phase initiale prévoyait à partir de septembre 2009 un service navette en trafic intérieur reliant la gare centrale d'Amsterdam à la gare centrale de Rotterdam via l'aéroport d'Amsterdam-Schiphol, sans autres arrêts intermédiaires ni prolongements, et uniquement en semaine. Le cadencement horaire était prévu de 7h à 23h. Le trajet Schiphol – Rotterdam-Central serait alors ramené à 26 minutes, contre 47 minutes avec les InterCity classiques préexistants. Entre Amsterdam et Schiphol, les trains devaient utiliser l'infrastructure existante, sans gain de temps notable.
Dans un second temps, cette liaison serait prolongée vers Bréda.
La phase suivante prévoyait une collaboration avec les chemins de fer belges pour une relation internationale entre Amsterdam et Bruxelles, en desservant les gares de La Haye, Bréda, Anvers Central et Bruxelles-Midi.
HSA s'était contractuellement engagée à proposer un temps de parcours de maximum 93 minutes entre Amsterdam et Bruxelles, et de 183 minutes entre Amsterdam et Paris (via l'offre Thalys). L'accord prévoyait également le paiement par HSA d'un droit d'utilisation de l'infrastructure de 148 millions d'euros par an pour conserver sa concession. Une montée en charge était prévue sur les quatre premières années, avec des réductions respectives de 60 %, 45 %, 30 % et 15 %.
Même après la liquidation de HSA, la surtaxe reste due sur la section Rotterdam – Schiphol de la HSL-Zuid par les voyageurs du service intérieur néerlandais, tandis que les voyageurs qui montent ou descendent en gare de Bruxelles-Aéroport-Zaventem sont soumis, rappelons-le, à une autre surtaxe.

### Matériel
HSA et la SNCB ont commandé - en mai 2004 - 19 rames automotrices à grande vitesse (dont 16 pour HSA) au constructeur italien AnsaldoBreda. La date de livraison de la première rame était initialement fixée à fin 2006. Ces automotrices, du type V250, ont été dessinées par Pininfarina et ont reçu le surnom d'Albatros. Elles devaient avoir une vitesse commerciale maximale de 250 km/h (alors que les Thalys peuvent atteindre 300 km/h) sur les lignes à grande vitesse.
En raison du retard à la livraison de ces rames (la première est arrivée aux Pays-Bas à l'été 2009 pour commencer des essais en ligne qui se sont prolongés jusqu'en 2012), HSA a pris en location des locomotives Traxx auprès de la société de leasing ferroviaire Angel Trains. Depuis fin 2008, ces locomotives sont engagées en tête de voitures voyageurs classiques rénovées et repeintes aux couleurs de Fyra sur les trains "InterCity Benelux" existants (reliant Bruxelles à Amsterdam par les lignes classiques). L'objectif est de faire transiter dès que possible ces convois par les lignes à grande vitesse jusqu'à la livraison des rames AnsaldoBreda, bien que ce matériel ne permettra pas de dépasser la vitesse de 160 km/h.
Fin 2012, les automotrices V250, bien que n'ayant pas prouvé leur conformité avec toutes les attentes, sont progressivement engagées en service commercial. L'hiver est assez rude et les avaries se multiplient. Mi-janvier 2013, l'autorité de certification belge du matériel ferroviaire (SSICF) suspend l'autorisation de circuler de ce matériel après que des pièces de carrosserie "perdues" aient été découvertes le long de la voie.
Pour finir, à la suite à la fois des retards de livraison et des défaillances techniques, La SNCB puis les NS dénoncent le contrat. Le dossier passe par la case justice qui donne raison au constructeur concernant la conformité du matériel envers son cahier de charge fin 2013, établissant de facto que le problème se trouve au niveau du contenu de ce dernier. Les deux opérateurs négocient donc des accords amiables avec le constructeur pour fixer les termes de l'annulation du contrat. Le nom Fyra cesse d'être utilisé le 15 décembre 2013, remplacé en Belgique par Intercity et aux Pays Bas par Intercity direct (nl). Une fois la LGV Anvers – Amsterdam achevée, elle est utilisée par les trains Benelux (trains Intercity avec locomotive Traxx et voiture-pilote), avec rebroussement à Bréda et desserte des deux aéroports, sur les services Bruxelles – Amsterdam et Bruxelles – La Haye. Les voitures perdent progressivement leur livrée Fyra et retrouvent la livrée à dominante de bleu nuit et de jaune en vigueur aux NS.